# Longshan (köping i Kina, Heilongjiang)
Longshan (kinesiska: 龙山, 龙山镇) är en köping i Kina. Den ligger i provinsen Heilongjiang, i den nordöstra delen av landet, omkring 390 kilometer öster om provinshuvudstaden Harbin. Antalet invånare är 3 225. Befolkningen består av 1 589 kvinnor och 1 636 män. Barn under 15 år utgör 8,0 %, vuxna 15-64 år 82 %, och äldre över 65 år 9,0 %.
Genomsnittlig årsnederbörd är 860 millimeter. Den regnigaste månaden är juli, med i genomsnitt 182 mm nederbörd, och den torraste är januari, med 7 mm nederbörd.